# Pod powierzchnią (film 2006)
Pod powierzchnią – polski film fabularny z 2006 roku w reżyserii Marka Gajczaka, według scenariusza Marka Gajczaka i Anety Zagórskiej.

## Obsada
- Tomasz Karolak − jako Michał
- Zbigniew Kaleta − jako Piotr
- Beata Kozikowska − jako Iza
- Magdalena Boczarska − jako Ania
- Magdalena Różczka − jako Weronika
- Jarosław Boberek
- Ilona Kucińska
- Piotr Karolak
- Aleksandra Karolak
- Agnieszka Wójtowicz
- Justyna Jakubczyk
- Piotr Bujnowski
- Michał Dominowski
- Aneta Zagórska
- Bartosz Blasche
- Krzysztof Nienartowicz
- Oksana Koval
- Beata Łozboziak
- Gabriela Maciejowska

## Opis fabuły
W środku lata, w opuszczonym domku nad jeziorem spotyka się czwórka przyjaciół: Piotr (Zbigniew Kaleta), Michał (Tomasz Karolak), Iza (Beata Kozikowska) oraz Ania (Magdalena Boczarska). Spotkanie okazuje się sprawdzeniem tego, jak cienka jest granica między iluzją a rzeczywistością.